# Hypena sinuisigna
Hypena sinuisigna là một loài bướm đêm trong họ Erebidae.